# Doroteia de Almeida Furtado
Doroteia de Almeida Furtado (17 de dezembro de 1829, Viseu, Reino de Portugal - ?, Porto, Reino de Portugal) foi uma pintora, retratista e miniaturista luso-espanhola.

## Biografia
Nascida a 17 de dezembro de 1829, na antiga freguesia da Sé, em Viseu, Doroteia de Almeida Furtado era filha do famoso pintor e miniaturista José de Almeida Furtado (1778-1831), conhecido como “o Gata”, natural de Viseu, e de Maria de Loreto Bentura Amezqueta (1783-?), ou Mesquita em alguns registos, natural de Salamanca, Espanha. Era a mais nova dos oito filhos do casal, tendo quatro nascido em Salamanca e os outros quatro em Viseu. Era conseguinte irmã de Tadeu de Almeida Furtado (1812-1901), Maria das Dores de Almeida Furtado (1814-1842), Eugénia de Almeida Furtado (1816-?), Rosa de Almeida Furtado (1817-?), José de Almeida Furtado, Francisco de Almeida Furtado (1825-?) e Francisca de Almeida Furtado (1826-1918). Todos os seus irmãos e irmãs foram artistas, à excepção de Francisco de Almeida Furtado. Baptizada como Dorotheia de Almeida Furtado pelo cura da Sé de Viseu, Fillipe Ferreira de Abreu, teve como padrinhos Joaquim de Almeida Campos e a sua tia Joanna Augusta.
Após ter ficado órfã de pai e a sua mãe viúva com oito filhos para criar em 1831, entre as idades compreendidas dos dois aos dezanove anos, sofrendo algumas dificuldades económicas, poucos anos depois, em 1834, a família Almeida Furtado decidiu partir em busca de uma nova vida e novas oportunidades de trabalho para a cidade do Porto, onde se fixou.
Apesar de ter crescido sem a figura do patriarca da família, no seu ambiente familiar todos partilhavam as memórias e o talento artístico do seu pai, acabando Doroteia de Almeida Furtado por desenvolver também, e desde muito cedo, o seu gosto pela arte de pintar.

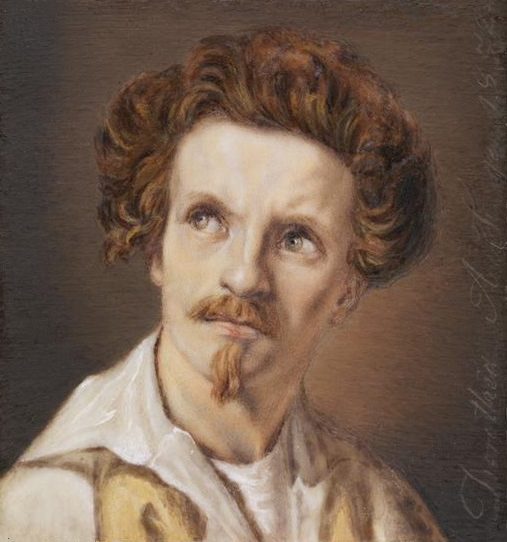
Miniatura-retrato de Tadeu de Almeida Furtado, da autoria de Doroteia de Almeida Furtado (Museu Nacional Grão Vasco, Viseu, Portugal)

Inseparável da sua irmã Francisca de Almeida Furtado e seguindo-lhe os mesmo passos, em 1837, a jovem artista que contava apenas com oito anos de idade, tornou-se discípula do seu irmão Tadeu de Almeida Furtado, que começava a dar aulas particulares em casa de desenho e pintura, assim como na Academia Portuense de Belas Artes, tornando-se também professor e mestre das aristocratas Carolina Almeida Coutinho e Lemos e Maria Adelaide Murat, entre muitas outras, ou ainda mentor do pintor José de Almeida e Silva.
Anos depois, a família Almeida Furtado começou a participar em várias exposições e mostras de arte, destacando-se sobretudo como miniaturistas e retratistas nas exposições trienais da Academia Portuense de Belas Artes, onde Francisca e Doroteia de Almeida Furtado foram eleitas académicas de mérito no ano de 1852. Durante a exposição desse ano, Doroteia de Almeida Furtado apresentou uma das suas obras mais conhecidas, um retrato miniatura, realizado em têmpera sobre marfim, do seu irmão Tadeu. Devido a essa condecoração, as duas irmãs receberam o privilégio raro, para as mulheres na sociedade de então, de poder participar nas reuniões das Conferências Gerais da dita academia de belas artes.
Nos anos que se seguiram, apesar dos preconceitos enraizados quanto à condição e papel social da mulher na sociedade portuguesa, mesmo no mundo das artes e nas profissões liberais, a pintora natural de Viseu continuou a realizar obras, muitas por encomenda para diversas figuras da sociedade portuense, obtendo o estatuto de artista profissional. Devido ao seu sucesso, as suas exposições foram noticiadas em vários periódicos para além do seu trabalho elogiado num poema de António Pinheiro Caldas.
Desconhece-se quando faleceu ou se gerou descendência.

## Legado e Homenagens
Postumamente, em 1998, após a exposição no Museu Nacional Grão Vasco, em Viseu, sobre a vida e obra do pintor José de Almeida Furtado, as obras de Doroteia de Almeida Furtado e dos seus irmãos e irmãs foram desveladas, sendo-lhes conferidas notoriedade após um século de esquecimento. Sendo redobrados os esforços para se preservar a história de uma das famílias artísticas mais prolíferas do seu período, nos últimos anos têm se desenvolvido vários estudos sobre como o seu trabalho foi à época uma referência nacional no domínio da pintura em miniatura.
As suas obras encontram-se na sua grande maioria em colecção privadas e em leilões de arte e antiguidades, com excepção, no entanto, para algumas peças expostas em permanência no Museu Nacional Grão Vasco, em Viseu, e em exposições temporárias, como a de 1950, no Museu Nacional de Arte Antiga, em Lisboa.